# Heksozy
Heksozy – grupa organicznych związków chemicznych. Są to monosacharydy (cukry proste) zawierające sześć atomów węgla w cząsteczce. Występują przede wszystkim w formach cyklicznych (piranozy lub furanozy), będących wewnątrzcząsteczkowymi hemiacetalami (półacetalami).
Wszystkie heksozy mają wzór sumaryczny: C6H12O6.

## Aldoheksozy
Heksozy należące do aldoz (zawierające grupę aldehydową -CHO) nazywane są aldoheksozami. Związki te mają 4 centra chiralności, w związku z czym istnieje 16 (24) czynnych optycznie stereoizomerów aldoheksoz (biorąc pod uwagę jedynie formy acykliczne):

Alloza
Altroza
Galaktoza
Glukoza
Guloza
Idoza
Mannoza
Taloza

## Ketoheksozy
Heksozy należące do ketoz (zawierające grupę ketonową -CO-) nazywane są ketoheksozami. Związki te mają 3 centra chiralności, w związku z czym istnieje 8 (23) czynnych optycznie stereoizomerów ketoheksoz (biorąc pod uwagę jedynie formy acykliczne):

Fruktoza
Psikoza
Sorboza
Tagatoza